# Caracterização
A caracterização é a representação de personagens (pessoas, criaturas ou outros seres) em obras narrativas e dramáticas. O termo desenvolvimento de caráter às vezes é usado como sinônimo. Essa representação pode incluir métodos diretos, como a atribuição de qualidades na descrição ou comentário, e métodos indiretos (ou "dramáticos"), convidando os leitores a inferir qualidades das ações, diálogos ou aparência dos personagens.

## História
O termo caracterização foi introduzido no século XIX.  Aristóteles promoveu a primazia do enredo sobre os personagens, isto é, uma narrativa guiada pelo enredo, argumentando em sua Poética que a tragédia "é uma representação, não de homens, mas de ação e vida". Essa visão foi revertida no século XIX, quando a primazia do personagem, isto é, uma narrativa guiada pelo personagem, foi afirmada primeiro com o romance realista e, cada vez mais tarde, com o desenvolvimento influente da psicologia.

## Direto vs. indireto
Há duas maneiras pelas quais um autor pode transmitir informações sobre um personagem:
Caracterização direta ou explícita
O autor literalmente conta ao público como é um personagem. Isso pode ser feito pelo narrador, por outro personagem ou pelo próprio personagem.
Caracterização indireta ou implícita
O público deve inferir por si mesmo como o personagem é por meio de seus pensamentos, ações, fala (escolha de palavras, maneira de falar), aparência física, maneirismos e interação com outros personagens, incluindo as reações de outros personagens àquela pessoa em particular.

## No drama
Os personagens do teatro, da televisão e do cinema diferem daqueles dos romances porque um ator pode interpretar a descrição e o diálogo do escritor de uma maneira única, adicionando novas camadas e profundidade ao personagem. Isso pode ser visto quando os críticos comparam, por exemplo, a interpretação de Lady Macbeth ou Heathcliff de diferentes atores. Outra grande diferença no drama é que não é possível "entrar na cabeça do personagem" como em um romance, o que significa que esse método de exposição do personagem não está disponível. Outra coisa é que no drama, um personagem geralmente pode ser visto e ouvido e não precisa ser descrito.

## Na mitologia
Personagens mitológicos foram descritos como formulaicos e fazem parte de uma classificação que consiste em vários arquétipos diferentes e limitados, que é um tipo de componente. Vários componentes, como arquétipos e outros elementos de uma história, juntos formam um tipo de configuração que resulta em um mito totalmente realizado. Essas configurações podem ser misturadas e combinadas para formar novos tipos de configurações, e os humanos nunca se cansaram de usar essas configurações para suas mitologias. Esta é uma ideia que usa o modelo caleidoscópico de narração para mitologia. Outra perspectiva sustenta que os humanos, ao lerem ou ouvirem uma mitologia, não a dissecam em várias partes, que quando estão fisicamente juntos, os humanos não contam histórias usando componentes limitados em uma configuração, e que as pessoas e suas culturas mudam e, portanto, isso leva a novos desenvolvimentos nas histórias, incluindo personagens.
Personagens mitológicos têm influência que se estende a obras literárias recentes. O poeta Platon Oyunsky se inspira fortemente na mitologia nativa de sua terra natal, a região de Yakut, na Rússia, e no povo iacuto. Em várias de suas histórias, ele retrata um personagem principal que segue exemplos históricos de heroísmo, mas molda o personagem principal usando exemplos soviéticos de heroísmo, até mesmo usando figuras da vida real, como Stalin, Lenin, etc., em um novo tipo de mitologia. Essas figuras frequentemente desempenham o papel principal em histórias trágicas cheias de sacrifício. Um exemplo disso inclui seu personagem Tygyn, que em sua busca pela paz determina que a única maneira da paz existir é usar a força militar para impô-la. O uso da mitologia é usado no Hamlet de Shakespeare como um recurso para paralelizar os personagens e refletir sobre eles seu papel na história, como o uso do mito de Níobe e da irmã gêmea de Gertrudes.

## Arquétipos de personagens
O psicólogo Carl Jung identificou doze "padrões originais" primários da psiquê humana. Ele acreditava que elas residem no subconsciente coletivo de pessoas, independentemente de fronteiras culturais e políticas. Esses doze arquétipos são frequentemente citados em personagens fictícios. Personagens "planos" podem ser considerados assim porque se apegam a um único arquétipo sem se desviar, enquanto personagens "complexos" ou "realistas" combinam vários arquétipos, com alguns sendo mais dominantes que outros — como acontece com as pessoas na vida real. Os doze arquétipos de Jung são: o Inocente, o Órfão, o Herói, o Cuidador, o Explorador, o Rebelde, o Amante, o Criador, o Bobo da Corte, o Sábio, o Mágico e o Governante. No entanto, as noções de arquétipos de caráter de Jung foram consideradas problemáticas. Em primeiro lugar, o uso destes arquétipos é frequentemente redutor e inútil para muitos escritores, uma vez que simplifica a complexidade dos personagens em tropos e clichês.

## Voz do personagem
A voz de um personagem é sua maneira de falar.  Personagens diferentes usam vocabulários e ritmos de fala diferentes. Por exemplo, alguns personagens são falantes, outros taciturnos. A maneira como um personagem fala pode ser uma maneira poderosa de revelar sua personalidade. Em teoria, um leitor deveria ser capaz de identificar qual personagem está falando simplesmente pela maneira como ele fala.  Quando uma voz de personagem é criada de forma rica e distinta, o escritor pode escapar omitindo muitas atribuições de fala (slogans). 
A maneira de falar de uma personagem é para a literatura o que a aparência e o traje de um ator são para o cinema.  Na ficção, o que um personagem diz, bem como a forma como o diz, causa uma forte impressão no leitor.  Cada personagem deve ter sua voz distinta.  Para diferenciar personagens na ficção, o escritor deve mostrá-los fazendo e dizendo coisas, mas um personagem deve ser definido por mais de um único tópico de conversa ou pelo sotaque do personagem. O personagem também terá outros interesses ou peculiaridades de personalidade.  Embora o temperamento individual seja o maior determinante do que um personagem diz, ele não é o único. O escritor pode tornar o diálogo dos personagens mais realista e interessante ao considerar vários fatores que afetam a maneira como as pessoas falam: psicologia da personalidade,  idade, cultura, origem familiar, região, gênero, educação e circunstâncias.  As palavras são caracterizadas pela sua dicção, cadência, complexidade, atitude  e fluência. Maneirismos e frases de efeito também podem ajudar. Considerar o grau de formalidade na linguagem falada também é útil. Os introvertidos tendem a usar uma linguagem mais formal em comparação aos extrovertidos, que normalmente falam de uma maneira mais casual e coloquial.  Personagens que passam grande parte de suas vidas em um ambiente mais formal geralmente usam uma linguagem mais formal o tempo todo, enquanto outros nunca o fazem.  Tom de voz, volume, ritmo de entrega, vocabulário, inflexão, ênfase, tom, tópicos de conversa, expressões idiomáticas, coloquialismos e figuras de linguagem: tudo isso são expressões de quem o personagem é por dentro.  A maneira de falar de um personagem deve crescer de dentro para fora. A fala é como sua personalidade essencial vaza para o mundo ver; não é a soma total de sua personalidade. 